# Moadon Kaduregel Hapoel Haifa 2011-2012
Questa voce raccoglie le informazioni riguardanti il Moadon Kaduregel Hapoel Haifa nelle competizioni ufficiali della stagione 2011-2012. 

## Rosa
| N. |                       | Ruolo | Calciatore      |
| -- | --------------------- | ----- | --------------- |
| 1  | Croazia (bandiera)    | P     | Tvrtko Kale     |
| 2  | Croazia (bandiera)    | D     | Marko Kartelo   |
| 3  | Israele (bandiera)    | C     | Ovaida Khateb   |
| 4  | Israele (bandiera)    | C     | Lior Jan        |
| 5  | Israele (bandiera)    | D     | Or Lagrisi      |
| 6  | Israele (bandiera)    | C     | Roei Shukrani   |
| 7  | Montenegro (bandiera) | A     | Stefan Denković |
| 8  | Israele (bandiera)    | C     | Hisham Kiwan    |
| 9  | Israele (bandiera)    | A     | Amir Abu Nil    |
| 10 | Serbia (bandiera)     | A     | Dragan Ćeran    |
| 11 | Israele (bandiera)    | A     | Alon Buzorgi    |
| 12 | Israele (bandiera)    | D     | Muain Khalaila  |
| 13 | Israele (bandiera)    | D     | Eyal Tartazky   |
| 14 | Israele (bandiera)    | A     | Moshe Biton     |
| 15 | Israele (bandiera)    | D     | Hanan Maman     |

| N. |                       | Ruolo | Calciatore         |
| -- | --------------------- | ----- | ------------------ |
| 16 | Israele (bandiera)    | A     | Eli Elbaz          |
| 17 | Israele (bandiera)    | D     | Sharon Levy        |
| 18 | Israele (bandiera)    | C     | Gal Harel          |
| 19 | Israele (bandiera)    | C     | Ahad Azam          |
| 20 | Israele (bandiera)    | C     | Ran Abukarat       |
| 21 | Israele (bandiera)    | D     | Oshri Roash        |
| 22 | Israele (bandiera)    | P     | Niv Antman         |
| 23 | Palestina (bandiera)  | D     | Ali Khatib         |
| 24 | Israele (bandiera)    | C     | Michael Zandberg   |
| 25 | Israele (bandiera)    | D     | Golan Hermon       |
| 26 | Israele (bandiera)    | C     | Yossi Dora         |
| 27 | Israele (bandiera)    | A     | Yuval Avidor       |
| 28 | Israele (bandiera)    | C     | Maor Ohayon        |
| 29 | Montenegro (bandiera) | A     | Vladimir Gluščević |
| 30 | Israele (bandiera)    | P     | Ran Kadoch         |